# Departamento Río Chico (Santa Cruz)
Das Departamento Río Chico liegt im Westen der Provinz Santa Cruz im Süden Argentiniens und ist eine der sieben Verwaltungseinheiten in der Provinz.
Es grenzt im Norden an das Departamento Lago Buenos Aires, im Osten an das Departamento Magallanes, im Süden an die Departamentos Lago Argentino und Corpen Aike und im Westen an Chile.
Die Hauptstadt des Departamento Río Chico ist Gobernador Gregores.

## Bevölkerung

### Übersicht
Das Ergebnis der Volkszählung 2022 ist noch nicht bekannt. Bei der Volkszählung 2010 war das Geschlechterverhältnis mit 2.953 männlichen und 2.205 weiblichen Einwohnern sehr unausgeglichen mit einem deutlichen Mönnerüberhang.
Nach Altersgruppen verteilte sich die Einwohnerschaft auf 1.369 Personen (26,5 %) im Alter von 0 bis 14 Jahren, 3.539 Personen (68,6 %) im Alter von 15 bis 64 Jahren und 250 Personen (4,8 %) von 65 Jahren und mehr.

### Bevölkerungsentwicklung
Das Gebiet ist sehr dünn besiedelt. Die Bevölkerungszahl ist seit 1980 stetig gestiegen. Die Schätzungen des INDEC gehen von einer Bevölkerungszahl von 8.332 Einwohnern per 1. Juli 2022 aus.
| Jahr | 1947  | 1960  | 1970  | 1980  | 1991  | 2001  | 2010  | 2022    |
| Einwohner                                                                                                | 2.588 | 1.960 | 2.256 | 2.063 | 2.654 | 2.926 | 5.158 | k. Ang. |
| Bevölkerungsentwicklung des Departements seit 1947; Quelle: Ergebnisse der Volkszählungen in Argentinien |       |       |       |       |       |       |       |         |

## Städte und Gemeinden
Das Departamento besteht aus
- der Gemeinde/Stadt Gobernador Gregores
- der Landgemeinde Lago Posadas (bis 2014 Hipólito Yrigoyen)

ländlichen Siedlungen (wie Bajo Caracoles) sowie Weilern/Streusiedlungen und Landgütern (Estancias).

## Nationalpark
Auf dem Territorium des Departamento liegt der Nationalpark Perito Moreno.